# Feria Internacional de Canarias
La Feria Internacional de Canarias (FIC) inició su andadura en el año 1966 como la primera Feria Española del Atlántico. Antes de 1983 se denominaba Feria Española del Atlántico; tiene una clara vocación hacia el mercado latinoamericano y africano.

## Ediciones
Salones monográficos